# Paljackasjön
Paljackasjön är en sjö i Orsa kommun i Dalarna och ingår i Dalälvens huvudavrinningsområde. Sjön är 16,2 meter djup, har en yta på 0,261 kvadratkilometer och befinner sig 562,2 meter över havet. Vid provfiske har bäckröding, elritsa, röding och öring fångats i sjön.

## Delavrinningsområde
Paljackasjön ingår i det delavrinningsområde (682646-143461) som SMHI kallar för Utloppet av Paljackasjön. Medelhöjden är 589 meter över havet och ytan är 1,02 kvadratkilometer. Det finns inga avrinningsområden uppströms utan avrinningsområdet är högsta punkten. Vattendraget som avvattnar avrinningsområdet har biflödesordning 4, vilket innebär att vattnet flödar genom totalt 4 vattendrag innan det når havet efter 442 kilometer. Avrinningsområdet består mestadels av skog (75 procent). Avrinningsområdet har 0,26 kvadratkilometer vattenytor vilket ger det en sjöprocent på 25,3 procent.